# Slaget vid Dumlupınar
Slaget vid Dumlupınar var den sista striden i det Grek-turkiska kriget (1919–1922). Slaget utkämpades mellan den 26 augusti och den 30 augusti 1922 nära Afyonkarahisar i Turkiet. 
För att hedra denna seger firas den 30 augusti som Segerdagen (Zafer Bayrami), en nationell helgdag i Turkiet. Miljontals turkiska medborgare hänger då ut den turkiska flaggan till minne av dem som riskerade och gav sina liv för att rädda sitt land.